# Karen Zapata
Lidia Karen Zapata Campos (beim Weltschachverband FIDE Karen Zapata; * 28. Dezember 1982 in Ferreñafe, Region Lambayeque) ist eine peruanische Schachspielerin, die seit März 2023 für den spanischen Schachverband gemeldet ist und auch die spanische Staatsbürgerschaft angenommen hat.

## Leben
Schachspielen lernte sie im Alter von vier Jahren. Zur Schule ging sie in das Colegio San Augustin in Chiclayo und in das Colegio Santa Rosa in Trujillo. Studiert hat sie an der katholischen Hochschule San Juan Bosco in Trujillo. Trainiert wird sie von IM Juan Samame Castillo.

## Erfolge
1999 wurde sie in Santiago de Chile panamerikanische Jugendmeisterin U20 weiblich, im Jahre 2000 wurde sie im brasilianischen Bento Gonçalves panamerikanische Juniorenmeisterin U18 weiblich und bei der panamerikanischen Mädchenmeisterschaft 2002 in La Paz erreichte sie hinter Cindy Tsai den zweiten Platz. Bei der amerikanischen Kontinentalmeisterschaft im August 2005 wurde sie in der Frauenkonkurrenz im Tie-Break Zweite hinter Claudia Amura. Beim Zonenturnier der Frauen in São Paulo im Oktober 2005 qualifizierte sie sich als Siegerin für die Schachweltmeisterschaft der Frauen 2006 in Jekaterinburg, bei der sie in der ersten Runde Jekaterina Lagno ausschaltete. In der zweiten Runde scheiterte sie an Swetlana Matwejewa. Im August 2007 gewann sie das Zonenturnier in Trujillo mit sechs Punkten aus sieben Partien.
Mit der peruanischen Frauennationalmannschaft nahm sie an drei Schacholympiaden teil (2002, 2004 und 2006), jeweils am ersten Brett. Vereinsschach spielt sie ab 2009 in der 1. galicischen Liga in Nordspanien, in der Saison 2013/14 der Schweizer Bundesliga für Cercle d'échecs de Nyon und für den Club d’Echecs d’Annemasse in Frankreich, mit dem sie 2014 die Mannschaftsmeisterschaft der Frauen gewann.
Die peruanische Frauenmeisterschaft konnte sie fünf Mal gewinnen, zum Beispiel 2002 in Lima, 2003 in Callao und 2004 in Lima, jedes Mal vor Luciana Morales Mendoza.
Seit 1999 trägt sie den Titel Internationaler Meister der Frauen (WIM). Ihre Elo-Zahl beträgt 2108 (Stand: März 2023). Damit läge sie auf dem 18. Platz der spanischen Elo-Rangliste der Frauen, wird aber als inaktiv gewertet, da sie seit Einsätzen in der galizischen Liga im Februar 2020 keine Elo-gewerteten Partien mehr gespielt hat. Die peruanische Elo-Rangliste der Frauen hatte sie im Oktober 2007 angeführt. Ihre bisher höchste Elo-Zahl war 2236 im April 2006.